# قائمة المؤسسات التعليمية في البحرين
وفيما يلي المدارس الحكومية والمدارس الدولية في البحرين:
| اسم المدرسة                            | الموقع                            | الموقع الرسمي                                                  |
| -------------------------------------- | --------------------------------- | -------------------------------------------------------------- |
| حضانة الخطوات الأولى للأطفال           | مدينة عيسى                        | الموقع الرسمي                                                  |
| مدرسة عبد الرحمن كانو الدولية          | سلماباد                           | الموقع الرسمي                                                  |
| مدرسة الروابي                          | جبلة حبشي                         | لا يوجد                                                        |
| مدرسة الحكمة                           | مدينة عيسى                        | الموقع الرسمي                                                  |
| مدرسة الهداية الخليفية الثانوية للبنين | البسيتين                          | لا يوجد                                                        |
| مدرسة الإيمان                          | مدينة عيسى                        | الموقع الرسمي                                                  |
| مدرسة النور العالمية                   | سترة                              | الموقع الرسمي                                                  |
| مدرسة المهد الداخلية                   | سار                               | الموقع الرسمي                                                  |
| مدرسة الرجاء                           | المنامة                           | الموقع الرسمي                                                  |
| مدرسة الوسام الدولية                   | الشاخورة                          | الموقع الرسمي                                                  |
| جامعة أما الدولية البحرين              | سلماباد                           | الموقع الرسمي نسخة محفوظة 18 مايو 2009 على موقع واي باك مشين.  |
| مدرسة لؤلؤة الخليج العربي              | المنامة                           | الموقع الرسمي                                                  |
| مدرسة آسيا                             | توبلي                             | الموقع الرسمي                                                  |
| مدرسة بيان البحرين                     | مدينة عيسى                        | الموقع الرسمي                                                  |
| المدرسة الهندية                        | البديع                            | الموقع الرسمي                                                  |
| مدرسة البحرين                          | الجفير                            | الموقع الرسمي                                                  |
| مدرسة بنغلاديش                         | العدلية                           | الموقع الرسمي                                                  |
| المدرسة البريطانية في البحرين          | الهملة                            | الموقع الرسمي                                                  |
| مدرسة العاصمة                          | الزنج                             | الموقع الرسمي                                                  |
| مدرسة حوار الدولية                     | الرفاع                            | الموقع الرسمي                                                  |
| مدرسة بن هيثم الإسلامية                | المنامة                           | الموقع الرسمي                                                  |
| مدرسة ابن خلدون الوطنية                | مدينة عيسى                        | الموقع الرسمي                                                  |
| المدرسة الهندية البحرين                | مدينة عيسى                        | الموقع الرسمي                                                  |
| المدرسة اليابانية في البحرين           | سار                               | الموقع الرسمي نسخة محفوظة 14 يونيو 2013 على موقع واي باك مشين. |
| المدرسة الفرنسية في البحرين            | البسيتين                          | الموقع الرسمي                                                  |
| مدارس المعارف الحديثة                  | الجفير                            | الموقع الرسمي                                                  |
| مدرسة متعددة الجنسيات البحرين          | العدلية                           | الموقع الرسمي                                                  |
| مدرسة النسيم الدولية                   | الرفاع                            | الموقع الرسمي                                                  |
| مدرسة الآفاق الجديدة                   | الزنج                             | الموقع الرسمي                                                  |
| مدرسة الألفية الجديدة                  | الزنج                             | الموقع الرسمي                                                  |
| مجموعة نوفوتيك                         | مجمع البحرين التجاري, ضاحية السيف | الموقع الرسمي                                                  |
| مدرسة باكستان البحرين                  | مدينة عيسى                        | لا يوجد                                                        |
| مدرسة الفلبين البحرين                  | مدينة عيسى                        | الموقع الرسمي                                                  |
| مدرسة الرفاع فيوز الدولية              | الرفاع                            | الموقع الرسمي                                                  |
| مدرسة القلب المقدس                     | مدينة عيسى                        | الموقع الرسمي                                                  |
| مدرسة الشيخة حصة للبنات                | الرفاع                            | الموقع الرسمي                                                  |
| مدرسة سانت كريستوفر البحرين            | مدينة عيسى وسار                   | الموقع الرسمي                                                  |
| مدرسة الموهبة الدولية                  | المنامة                           | الموقع الرسمي                                                  |
| المدرسة الشرقية                        | العدلية                           | الموقع الرسمي                                                  |
| المدرسة الهندية الجديدة                | مدينة عيسى                        | الموقع الرسمي                                                  |

## طالع أيضًا
- قائمة المدارس في البحرين